# HKmap.live
HKmap.live是一个網站和智能手機應用程式，提供實時顯示紀律部隊位置的服務。该地图主要标签警员，引起香港警察及建制派人士的反对以及中央政府介入。几经波折后，其 iOS 應用程式被 App Store 下架，但 Android 版仍可以在Google Play下載，网站也仍可使用。

## 功能
網站在2019年8月初推出。应用中用emoji标示香港警察行动正在进行，香港警察車輛、人群管理特別用途車、消防車、救護車、催淚彈、旗、特別戰術小隊、路障也有標示。其中警员位置以狗头标注，显示动态中甚至直接将警员和警车称为“狗”和“狗车”，并有将警员是否穿戴头盔，是否持有盾牌等信息公布的。港鐵最新情況，則用文字描述，例如太子B1「開放」或「關閉」。
10月初，陸偉雄大律师呼籲不要發放資料，正常市民毋須知道警察佈防；警方有與HKmap.live持份者溝通。

## 審查
该软件的iOS版本于2019年9月21日提出上架申请，后于26日被拒绝，理由与付款选项等问题有关。在解决问题后，该应用又被重新提交，然而在10月2日再次被苹果公司拒绝，理由是“其会帮助用户逃避执法，鼓勵進行違法活動”。而開發者隨後於 Twitter 上表示该程式“只提供資訊，並沒鼓勵市民進行違法活動” 其后，该程序正式被苹果批准上架。
由於网络安全及科技罪案调查科發現该程序被用于袭警等行为，苹果10月10日将其从App Store下架，苹果公司CEO提姆·庫克称該程序違反香港法律：
 “maliciously to target individual officers for violence and to victimize individuals and property where no police are present ... This use put the app in violation of Hong Kong law”
建制派立法會議员葛珮帆事後也支持下架。10月24日，Facebook禁用其匿名用戶。

作為回應，HKmap.live寫了10個推文。民主派立法會議员莫乃光寫信批評庫克，信中提及言論自由，也寫推文：
正常香港市民嘗試遠離警察 (normal Hong Kong citizens trying to avoid police presence)
18日， 馬可·魯比奧、泰德·克鲁兹、AOC等政治人物連署寫信批評庫克，信中提及NBA及暴雪娛樂。

### 中国大陆
2019年10月8日，《人民日报》客户端及微博账号发表评论文章《为暴徒“护航”，苹果公司想清楚了吗？》，批评地图开发者是“为暴徒‘导航’”，而苹果公司的行为是“為暴徒‘护航’”。有观察人士认为，这一评论也预示着北京对苹果公司的看法发生了变化。而《环球时报》则直接批评该应用为“香港暴徒好帮手”。中华人民共和国外交部发言人耿爽指出“现在在香港发生的一些极端的暴力犯罪行为……任何有良知和正义感的人，都应该对此抵制和反对，而不是支持和纵容”截至11日早上，防火长城封鎖了該網站。